# Peterburgskaja notj
Peterburgskaja notj (russisk: Петербургская ночь) er en sovjetisk spillefilm fra 1934 af Grigorij Rosjal og Vera Strojeva.

## Medvirkende
- Ljubov Orlova som Grusjenka
- Boris Dobronravov som Jegor Jefimov
- Ksenija Tarasova som Nastenka
- Anatolij Gorjunov som Schults
- Lev Fenin som Landlord